# Hypothyce mixta
Hypothyce mixta är en skalbaggsart som beskrevs av Henry Fuller Howden 1968. Hypothyce mixta ingår i släktet Hypothyce och familjen Melolonthidae. Inga underarter finns listade i Catalogue of Life.